# Ba ngọn cờ hồng
Ba ngọn cờ hồng (tiếng Trung: 三面红旗) là khẩu hiệu tư tưởng vào cuối thập niên 1950 nhằm kêu gọi người dân Trung Quốc xây dựng nhà nước xã hội chủ nghĩa. “Ba ngọn cờ hồng” còn gọi là “Ba lá cờ đỏ”, bao gồm Đường lối chung xây dựng xã hội chủ nghĩa, Đại nhảy vọt và công xã nhân dân.
Sau Kế hoạch 5 năm lần thứ nhất, Cộng hòa Nhân dân Trung Hoa tiếp tục xây dựng xã hội chủ nghĩa bằng cách phát động "Phong trào Ba ngọn cờ hồng". Đường lối chung chỉ đạo nhân dân Trung Quốc “làm hết sức mình, nhắm cao, xây dựng chủ nghĩa xã hội với kết quả lớn hơn, nhanh hơn, tốt hơn và kinh tế hơn".  Đến cuối năm 1958, gần như toàn bộ nông dân Trung Quốc đã được tổ chức thành công xã, trung bình mỗi công xã có 5.000 hộ dân. Tất cả tài sản thuộc sở hữu tư nhân đều được lấy hoặc đóng góp cho công xã và người dân không được phép tự nấu đồ ăn mà thay vào đó ăn trong các nhà ăn chung.  
Đại nhảy vọt, bắt đầu vào năm 1958, là một chiến dịch nhằm hiện đại hóa nhanh chóng bằng cách sử dụng nguồn lực lao động khổng lồ của Trung Quốc đổ vào các dự án nông nghiệp và công nghiệp. Thay vào đó, Đại nhảy vọt đã dẫn đến sự tàn phá kinh tế khiến hàng chục triệu người chết vì nạn đói, và hầu như đều bị bỏ rơi vào đầu năm 1962. Số lượng thành viên trong công xã giảm dần vào đầu thập niên 1960, với một số quyền sở hữu tài sản tư nhân và doanh nghiệp lại được cho phép. Công xã vẫn tiếp tục hoạt động cho đến khi bị giải thể vào đầu thập niên 1980 dưới thời Đặng Tiểu Bình.